# Pier Luigi Melani
Pier Luigi Melani (fl. XX secolo) è stato uno sceneggiatore, giornalista e direttore del doppiaggio italiano.

## Biografia
Proveniente dal giornalismo (negli anni '20 è direttore dell'ufficio di corrispondenza di Parigi del Corriere della Sera) dagli anni '30 è direttore delle edizioni italiane dei film Paramount inizialmente lavorate a Joinville, in Francia.
Come sceneggiatore collabora con i colleghi Sergio Amidei, Gianni Franciolini e Marcello Pagliero, lavorando ai dialoghi e al decoupage di diverse pellicole italiane tra gli anni '30 e '40, fra cui Fedora (regia di Camillo Mastrocinque, 1942), primo film italiano distribuito negli Stati Uniti dopo la seconda guerra mondiale.

## Filmografia

### Sceneggiatore
- La riva dei bruti, regia di Mario Camerini (1931)
- Amore di ussaro (El ùltimo húsar), regia di Luis Marquina (1940)
- Arditi civili, regia di Domenico Gambino (1940)
- Fortuna, regia di Max Neufeld (1940)
- L'ispettore Vargas, regia di Gianni Franciolini (1940)
- Confessione, regia di Flavio Calzavara (1941)
- L'ultimo combattimento, regia di Piero Ballerini (1941)
- Fedora, regia di Camillo Mastrocinque (1942)
- Monte Miracolo, regia di Luis Trenker (1943)